# Malo Golovode
Malo Golovode (en serbe cyrillique : Мало Головоде) est une localité de Serbie située sur le territoire de la Ville de Kruševac, district de Rasina. Au recensement de 2011, elle comptait 2 598 habitants.
Malo Golovode est officiellement classé parmi les villages de Serbie.

## Démographie

### Évolution historique de la population
| 1948 | 1953 | 1961  | 1971  | 1981  | 1991  | 2002  | 2011  |
| ---- | ---- | ----- | ----- | ----- | ----- | ----- | ----- |
| 420  | 457  | 1 001 | 3 006 | 1 934 | 2 230 | 2 369 | 2 598 |

|  |